# Polad Həşimov
Polad Həşimov, Polad İsrayıl oğlu Həşimov (ur. 2 stycznia 1975 w Vandam, region Qəbələ, zm. 14 lipca 2020 w Tovuz, Azerbejdżan) – generał major armii azerbejdżańskiej.

## Życiorys
Urodził się w 1975 roku we wsi Vəndam w regionie Qəbələ. Ukończył szkołę średnią w Sumgaicie, a następnie Wyższą Szkołę Wojskową im. Heydəra Əliyeva w Azerbejdżanie oraz Akademię Wojskową w Turcji. Był żonaty, miał dwóch synów i córkę.

## Służba wojskowa
Polad Həşimov został odznaczony Medalem „Za Służbę Wojskową” w 2003 roku jako major rozkazem prezydenta Heydəra Əliyeva. Sześć lat później, w 2009 roku, odznaczony Medalem „Za Ojczyznę” jako podpułkownika z rozkazu prezydenta İlhama Əliyeva.
25 czerwca 2014 roku został odznaczony Orderem „Za Zasługi dla Ojczyzny” III stopnia. Odznaczony Orderem „Za Służbę Ojczyźnie” II stopnia za bohaterstwo w walkach w kwietniu 2016 roku. Był szefem sztabu 1 Korpusu Armijnego, który walczył o osadę Taliszów w dniach 2–4 kwietnia 2016 roku.
25 czerwca 2019 roku otrzymał najwyższy stopień wojskowy w armii azerbejdżańskiej, generała dywizji. Następnie został mianowany szefem sztabu 3 Korpusu Armii Sił Zbrojnych Azerbejdżanu.

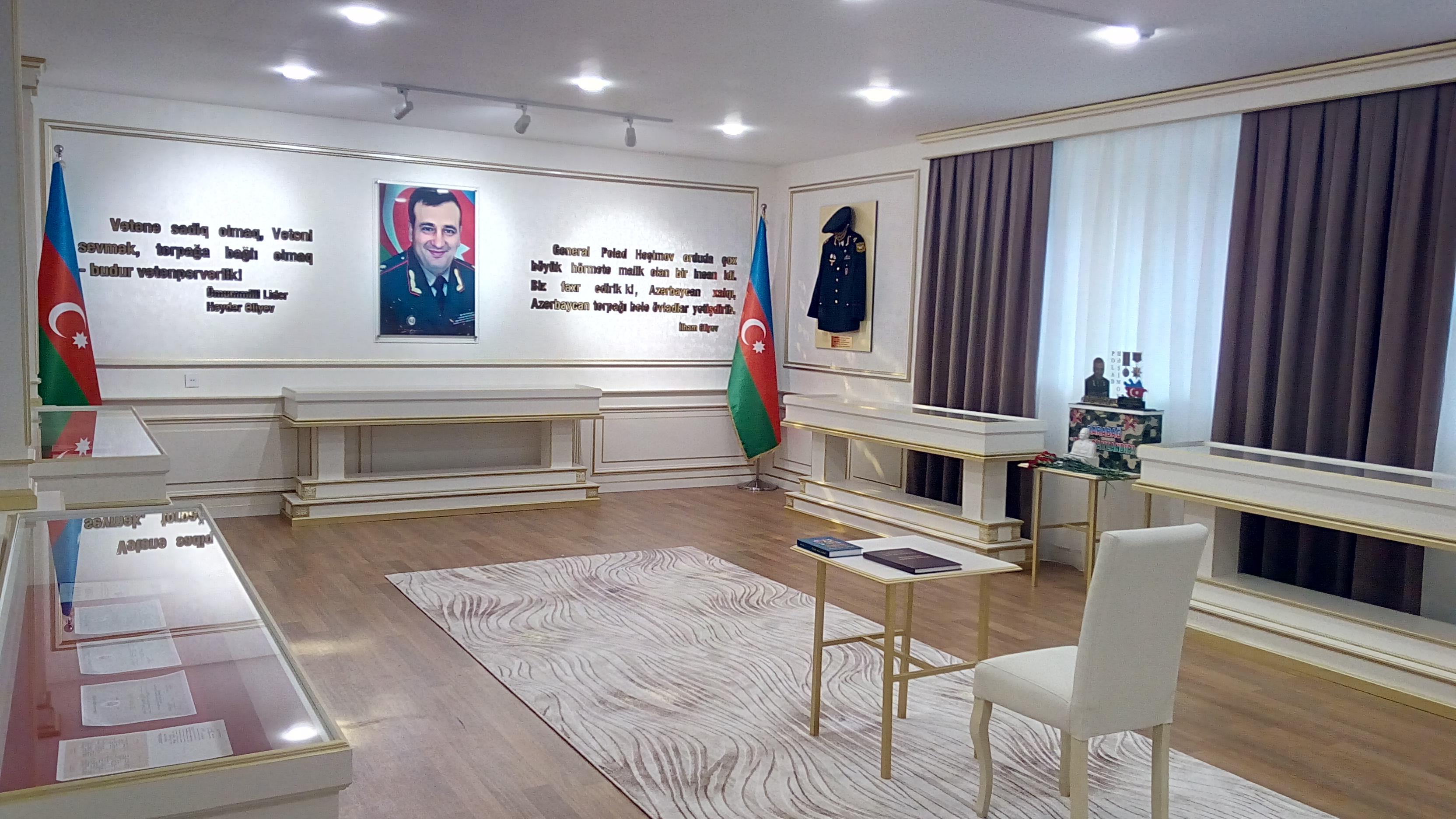
Muzeum Pamięci Polada Hashimova w Sumgayit

Zginął 14 lipca 2020 roku podczas ciężkich walk pod Tovuz, udaremniając atak sił armeńskich. Zwłoki generała zostały najpierw przewiezione do rodzinnej osady Vandam w regionie Qəbələ, a następnie do Sumgaitu, gdzie mieszkał. Həşimov został pochowany 15 lipca w II Alei Honorowej w Baku wraz z pułkownikiem İlqarem Mirzəyevem, który zginął obok niego.

## Nagrody i odznaczenia
- (2001) – Medal jubileuszowy „10-lecie Sił Zbrojnych Azerbejdżanu”
- (2002) – Medal „Za Nienaganną Służbę” III stopnia
- (2003) – Medal „Za Służbę Wojskową”
- (2007) – Medal „Za Nienaganną Służbę” II stopnia
- (2008) – Medal jubileuszowy „90-lecie Sił Zbrojnych Azerbejdżanu”
- (2009) – Medal „Za Ojczyznę”
- (2012) – Medal „Za Nienaganną Służbę” I stopnia
- (2013) – Medal jubileuszowy „95-lecie Sił Zbrojnych Azerbejdżanu”
- (2014) – Order „Za Służbę Ojczyźnie” III stopnia
- (2016) – Order „Za Służbę Ojczyźnie” II stopnia
- (2017) – Medal „Weteran Sił Zbrojnych Azerbejdżanu”
- (2018) – Medal jubileuszowy „100-lecie Armii Azerbejdżańskiej”
- (2020, pośmiertnie) Narodowy Bohater Azerbejdżanu